# Waalse Pijl 1939
De vierde editie van de Belgische wielerwedstrijd de Waalse Pijl werd gehouden op zondag 18 juni 1939. Het parcours had een lengte van 260 kilometer. Voor het eerst was de start in Bergen. De eerste drie edities hadden Doornik als vertrekpunt. De finish lag voor de tweede keer op de wielerbaan Stade Vélodrome de Rocourt in Rocourt.

## Koersverloop
Edmond De Lathouwer behaalde zijn eerste grote overwinning in zijn wielerloopbaan. De 23-jarige Belg won de vierde editie met bijna een minuut voorsprong op de Nederlander Huub Sijen.
Het was de eerste keer dat de top tien van deze Waalse klassieker niet geheel uit Belgische renners bestond. Sijen, afkomstig uit Maastricht, versloeg de Belg Albert Perikel in het duel om de tweede plaats. Direct daarna finishte een groep van negen renners van wie Albertin Disseaux de sprint won en als vierde eindigde. 
| Waalse Pijl 1939 |                     |                      |          |
| Plaats           | Naam                | Ploeg                | Tijd     |
| Winnaar          | Edmond De Lathouwer | A.Leducq-Hutchinson  | 7u14'00" |
| 2                | Huub Sijen          | Helyett-Hutchinson   | + 55"    |
| 3                | Albert Perikel      | De Dion-Bouton       | z.t.     |
| 4                | Albertin Disseaux   | Helyett-Hutchinson   | + 1'01"  |
| 5                | Edgard De Caluwé    | Dilecta-Wolber       | z.t.     |
| 6                | Camiel Michielsens  | R.Lapébie-Hutchinson | z.t.     |
| 7                | Médard Barbe        | R.Lapébie-Hutchinson | z.t.     |
| 8                | Stan Louwers        | Helyett-Hutchinson   | z.t.     |
| 9                | Albert Beirnaert    | Alcyon-Dunlop        | z.t.     |
| 10               | Camille Beeckman    | Helyett-Hutchinson   | z.t.     |

1936 · 1937 · 1938 · 1939 · 1940 · 1941 · 1942 · 1943 · 1944 · 1945 · 1946 · 1947 · 1948 · 1949 · 1950 · 1951 · 1952 · 1953 · 1954 · 1955 · 1956 · 1957 · 1958 · 1959 · 1960 · 1961 · 1962 · 1963 · 1964 · 1965 · 1966 · 1967 · 1968 · 1969 · 1970 · 1971 · 1972 · 1973 · 1974 · 1975 · 1976 · 1977 · 1978 · 1979 · 1980 · 1981 · 1982 · 1983 · 1984 · 1985 · 1986 · 1987 · 1988 · 1989 · 1990 · 1991 · 1992 · 1993 · 1994 · 1995 · 1996 · 1997 · 1998 · 1999 · 2000 · 2001 · 2002 · 2003 · 2004 · 2005 · 2006 · 2007 · 2008 · 2009 · 2010 · 2011 · 2012 · 2013 · 2014 · 2015 · 2016 · 2017 · 2018 · 2019 · 2020 · 2021 · 2022 · 2023 · 2024 · 2025 · 2026
Lijst van beklimmingen